# Nordische Badmintonmeisterschaft 1999
Die Nordische Badmintonmeisterschaft 1999 fand in Helsinki statt. Es war die 32. und letzte Auflage dieser Veranstaltung.

## Titelträger
| Disziplin    | Sieger                              |
| ------------ | ----------------------------------- |
| Herreneinzel | Tomas Johansson                     |
| Dameneinzel  | Mette Sørensen                      |
| Herrendoppel | Thomas Stavngaard Lars Paaske       |
| Damendoppel  | Ann-Lou Jørgensen Mette Schjoldager |
| Mixed        | Fredrik Bergström Jenny Karlsson    |